# 彭朗
彭朗（1429年—？），字遐霽，江西吉安府安福縣人，民籍。明朝政治人物。進士出身。

## 生平
江西鄉試第二十六名。成化五年（1469年）乙丑科會試第二百十名，殿試登進士第三甲第一百五十三名。

## 家族
曾祖彭學恂。祖父彭迪吉。父亲彭世愷。